# Библиотека Маршалла
Библиотека Маршалла (англ. Marshall Library of Economics) — специализированная экономическая библиотека Кембриджского университета.
История библиотеки началась в 1885 году, когда профессора Кембриджского университета Альфред Маршалл и Генри Сиджуик подарили университету собственные книги для студенческого пользования. Книги были размещены в Школе богословии. В 1906 году книги были переданы на хранение Специальному совету университета по экономике и политике. В 1909 году первым назначенным библиотекарем собрания, получившего название «Факультетская экономическая библиотека», стал ученик А. Маршалла, экономист Дж. М. Кейнс.
А. Маршалл вплоть до своей смерти в 1924 году жертвовал библиотеке книги и денежные средства. Поэтому в 1925 году библиотека получила современное название. Вдова основателя, М. Маршалл возглавляла библиотеку с этого времени и до 1944 года. М. Маршалл после смерти мужа ежегодно жертвовала на библиотеку ₤250, и оставила библиотеке в своем завещании ещё ₤10 000.
Одним из библиотекарей собрания являлся известный экономист П. Сраффа.
В 1960-е годы библиотека переехала в специально выстроенное здание на Сиджуик-авеню.
В настоящее время библиотека имеет 1800 зарегистрированных читателей. Фонд библиотеки составляет более 75 000 книг и 25 000 специализированных журналов, а также исторические коллекции, которые включают около 4000 книг и архивные материалы кембриджских экономистов (Альфреда Маршалла, Джона Кейнса, Артура Пигу, Остина Робинсона и др.).